# E2F5
E2F5‏ (E2F transcription factor 5) هوَ بروتين يُشَفر بواسطة جين E2F5 في الإنسان.